# VBZ B2 597-626

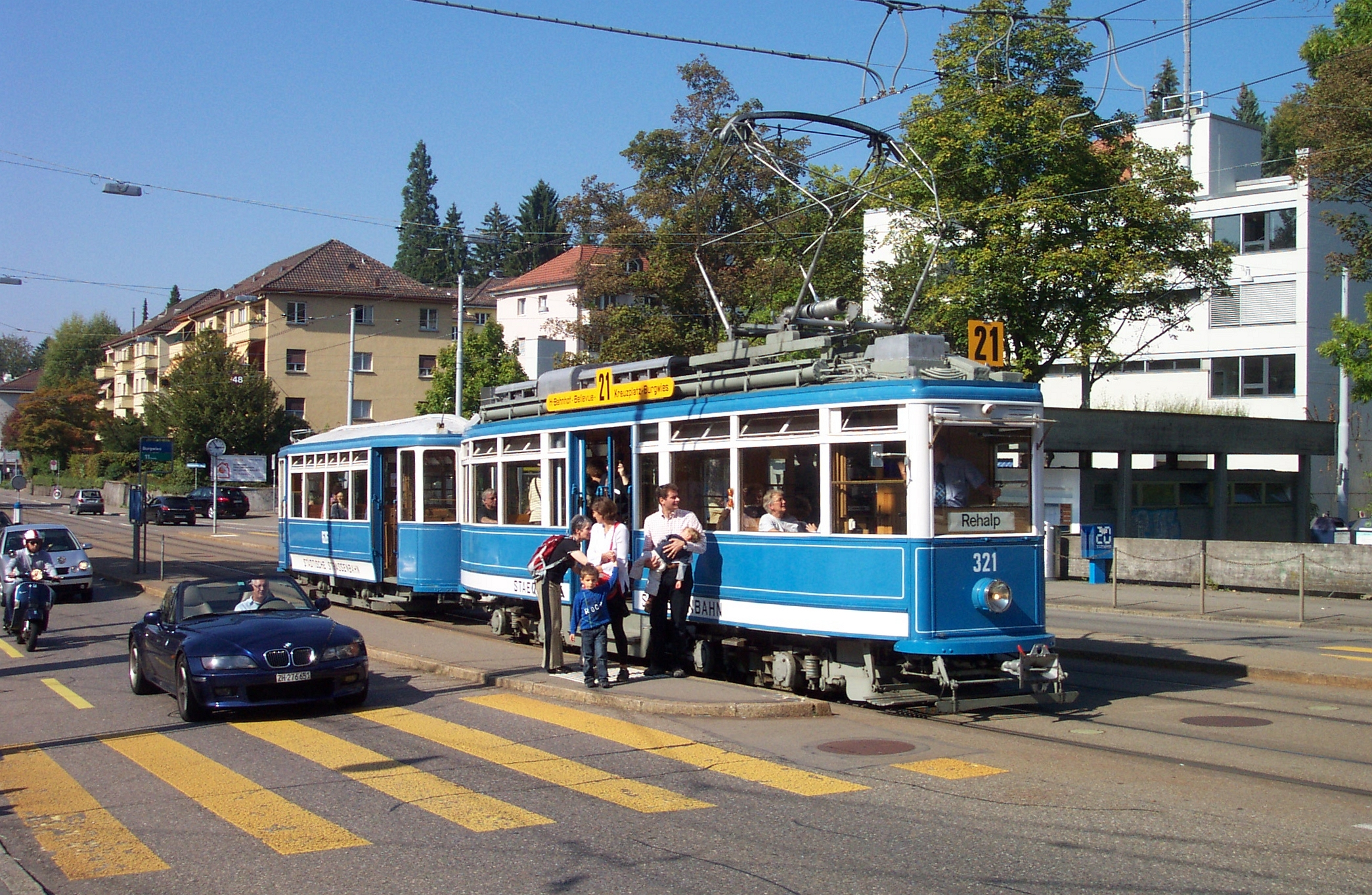
Beiwagen C2 626 hinter "Elefant" Ce 4/4 321

Die C2 590-619 (ab 1956 B2 597-626) waren die zweite Serie von Anhängewagen der Strassenbahn Zürich mit Quersitzen. Sie trugen wie alle bisher beschafften Anhängewagen die Bauartenbezeichnung C2 (ab 1956 B2).

## Überblick
Wohl nicht zuletzt als Folge der wirtschaftlich schwierigen 1920er Jahre wurden zwischen 1919 und 1928 keine neuen Triebfahrzeuge in Betrieb genommen – eine so lange Beschaffungspause gab es in der ganzen Geschichte der StStZ/VBZ sonst nie. Dennoch wurden in dieser Zeit mehrere Linien verlängert. Zudem wurde die erste Generation Triebfahrzeuge (ursprünglich mit offenen Plattformen und den Betriebsnummern 26 bis 84) ausser Betrieb gesetzt und grösstenteils zu Beiwagen umgebaut. 1920 waren ca. 250 zweiachsige Motorwagen und 85 Beiwagen im Bestand; 1929 waren es noch 220 Motorwagen und über 160 Beiwagen. Es war nun üblich, bei Andrang auf einigermassen ebenen Strecken auch mit zwei Beiwagen zu fahren.

## Beschrieb
1925 und 1926 wurde der Wagenpark mit den 30 Beiwagen 590 bis 619 (später 597 bis 626) erweitert. Sie waren den 1919 abgelieferten Beiwagen 581 bis 589 (später 588 bis 596) sehr ähnlich, waren aber knapp einen Meter länger als diese und hatten damit ähnliche Dimensionen wie die 1919 abgelieferten Triebwagen 241 bis 260: 9,60 m lang und 2,17 m breit, und mit Quersitzen ausgestattet. Gebaut wurde alle 30 Wagen bei der Schweizerischen Wagons- und Aufzügefabrik AG Schlieren.

## Betrieb
Zu Beginn wurden diese Wagen sowohl an die optisch passenden Zugfahrzeuge der Serie 241 bis 260 wie auch an ältere, schmalere Triebwagen angehängt. Diese wurden zu diesem Zweck mit ausklappbaren "Tastbrettern" neben dem in Fahrtrichtung rechtsseitigen Führerstandsfenster nachgerüstet.
Nachdem 1929 und 1930 die erste Serie Ce 4/4 "Elefant" in Betrieb gesetzt worden war, kam diese zusammen mit den hier beschriebenen Anhängewagen der Serie 597 - 626 auf der Linie 7 zum Einsatz, wo zumindest die Beiwagen mit wenigen Ausnahmen zeitlebens bleiben sollten.

## Verbleib der Fahrzeuge
Ab April 1966 wurde die Be 4/6 "Mirage" in Doppeltraktion auf der Linie 7 eingesetzt. Damit hatten die damals ältesten Beiwagen der VBZ ausgedient. Wagen 626, einer der wenigen im Urzustand mit Rundbogenfenstern um die Plattformen und geschwungener Seitenverblechung, kam in den Bestand des Tram Museums Zürich, Wagen 613 stand noch wenige Jahre auf dem Rollfeld des Flughafens Zürich.

## Verwandte Bauarten
Die Strassenbahn Zürich–Oerlikon–Seebach setzte 1929 sehr ähnliche Beiwagen mit den Nummern 41 bis 44 in Betrieb. Als diese Gesellschaft zwei Jahre später von der Städtischen Strassenbahn Zürich (StStZ) übernommen wurde, trugen die Wagen die Nummern 627 bis 630. Wagen 629 ist im letzten Umbauzustand (Stirnwände aus Stahl und vereinfachte Seitenverblechung) als Museumsfahrzeug im Bestand der historischen Tramflotte der VBZ.
Ebenfalls 1929 beschaffte die StStZ zwei Kleinserien von je fünf Stück (631 bis 635 und 636 bis 640) bevor 1930 und 1931 insgesamt 70 Wagen mit den Nummern 641 bis 710 angeschafft wurden.